# Moreira do Lima
Moreira do Lima is een plaats (freguesia) in de Portugese gemeente Ponte de Lima en telt 893 inwoners (2001).
In Moreira do Lima staat de Espírito Santokapel.

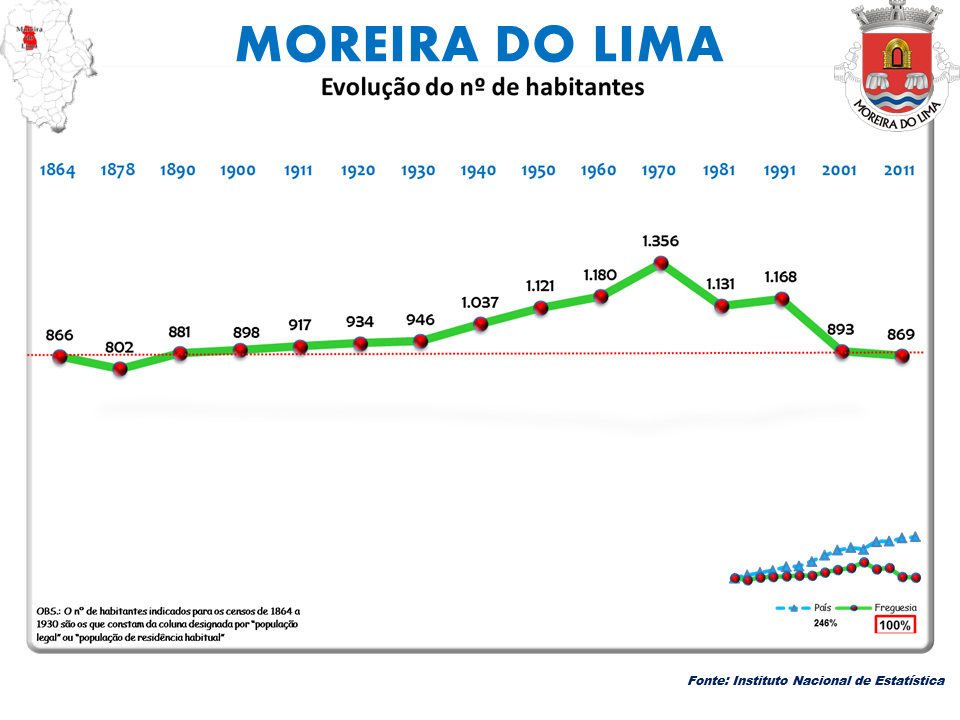
Bevolkingsontwikkeling tussen 1864 en 2011